# کاروانسرای شیخعلی‌خان
کاروانسرای شیخعلی‌خان زنگنه یا کاروانسرای چاله‌سیاه مربوط به دوره صفوی است و در استان اصفهان، شهرستان شاهین‌شهر و میمه، روستای جهادآباد واقع شده و این اثر در تاریخ ۲۵ اسفند ۱۳۶۴ با شمارهٔ ثبت ۱۷۱۶ به‌عنوان یکی از آثار ملی ایران به ثبت رسیده‌است. معمار این بنا «استاد طاهر ولد استاد رضا اصفهانی» بوده‌است.

## ویژگی‌ها
کاروانسرای شیخعلی‌خان در زمینی به ابعاد ۶۴۰۰مترمربع با تزیینات آجرکاری و کاشی‌کاری و مصالحی از جنس سنگ، آجر و چوب ساخته شده‌است. این بنای تاریخی به دستور شاه عباس صفوی در منطقه شکار قمشلو ساخته شد و در مسیر اصفهان به طرف غرب و کشور عراق است که در دولت صفوی جزو ایران بوده‌است.
کاروانسرای جهاد آباد با مساحتی بالغ بر ۶ هزار و ۵۰۰ متر مربع دارای پلان مربع شکل همانند دیگر کاروانسراهای کشور و استان است، با این تفاوت که در ۲ طرف هشتی ورودی، در جبهه جنوبی دارای ۲ حیاط خلوت و دارای یک حیاط مرکزی و ۲ حیاط کوچک است.
این کاروانسرا همانند کاروانسرای گز و کاروانسرای مادرشاه به عنوان کاروانسراهای سلطنتی محسوب می‌شود و در سر در خود دارای تزئینات آجری و کاشی کاری است.
کاروانسرای جهاد آباد را شاه عباس صفوی با کاربری مجموعه بین‌راهی برای کاروان‌ها و مسافران کربلا و شکارگاه خود بنا کرد و هنگام شکار از آن استفاده می‌کرد.

## ثبت در فهرست میراث جهانی
در ۲۶ شهریور ۱۴۰۲ در جریان چهل و پنجمین اجلاس کمیته میراث جهانی یونسکو در ریاض، کاروانسرای شیخعلی‌خان (چاله‌سیاه) به‌همراه ۵۳ کاروانسرای تاریخی دیگر (جمعاً ۵۴ کاروانسرا در ۲۴ استان ایران) تحت عنوان کاروانسراهای ایرانی در فهرست میراث جهانی قرار گرفتند. این مجموعه جهانی به عنوان بیستمین و هفتمین اثر جهانی کشور ایران شناخته می‌شود.

## نگارخانه

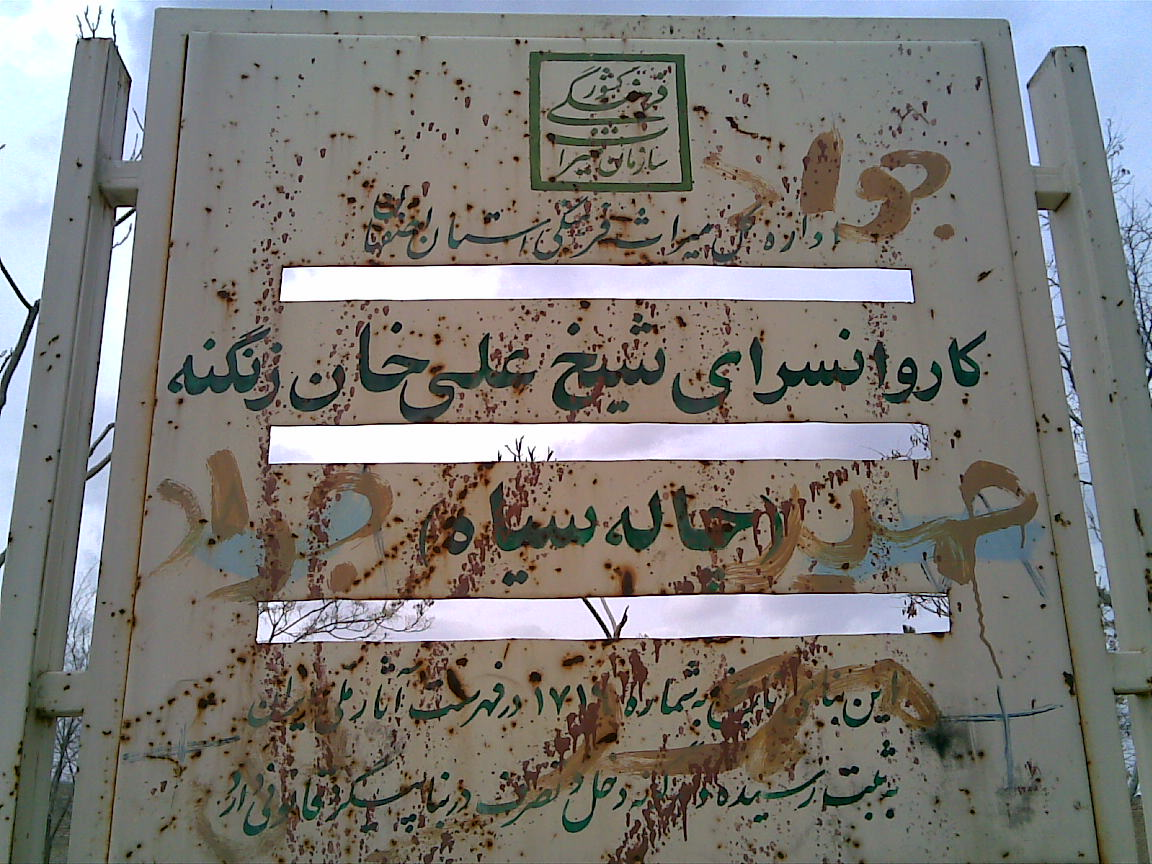
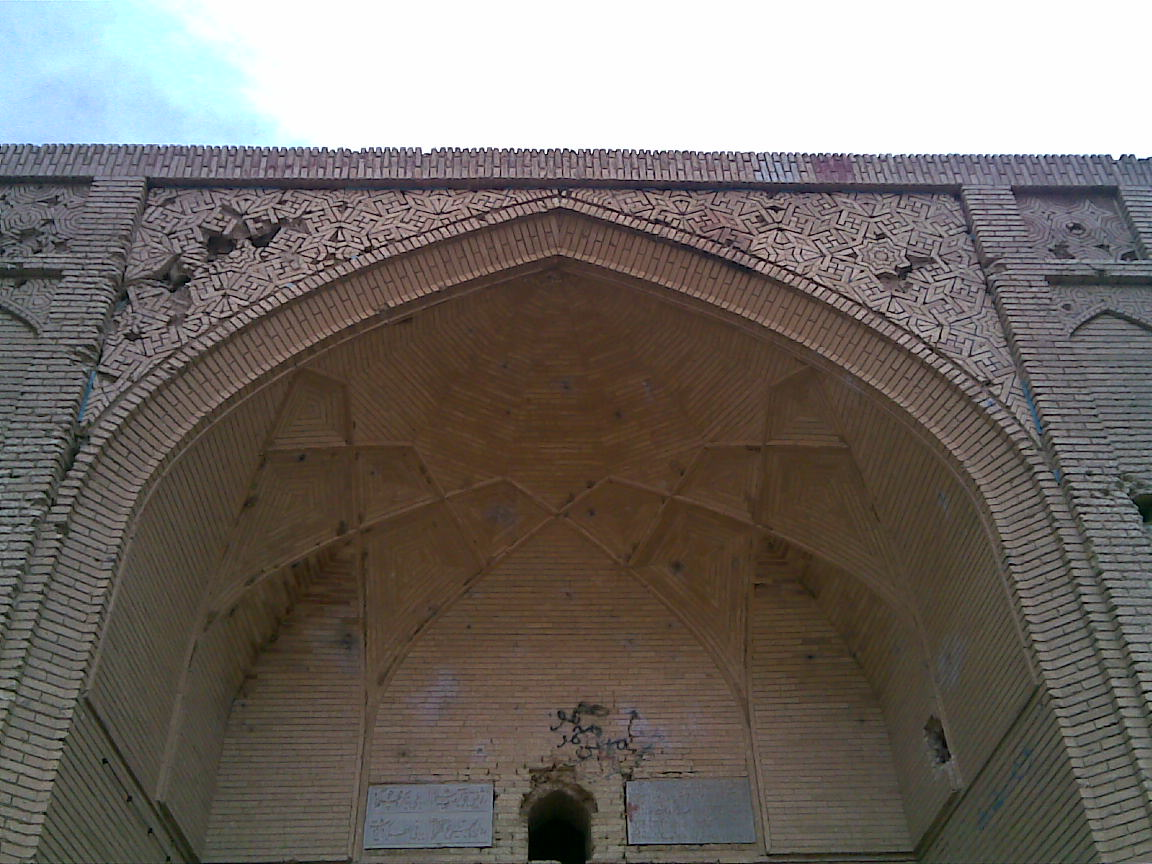
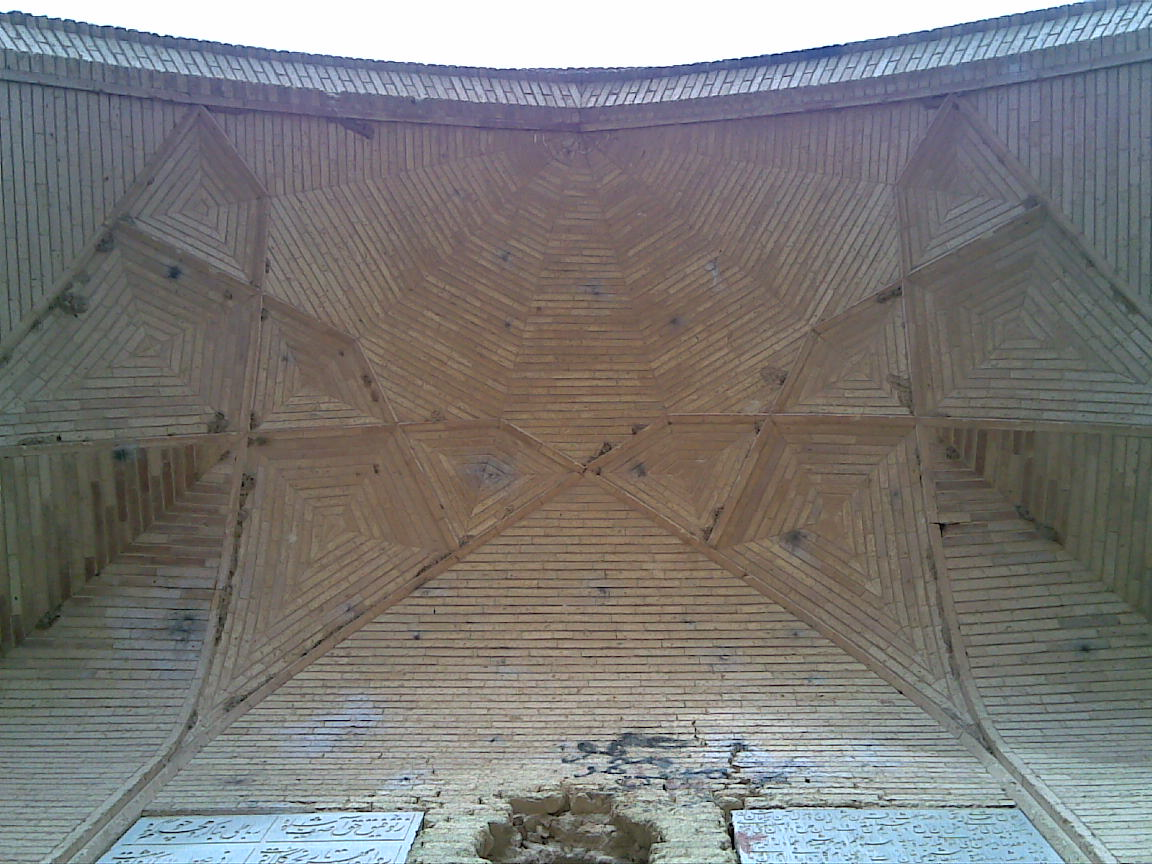
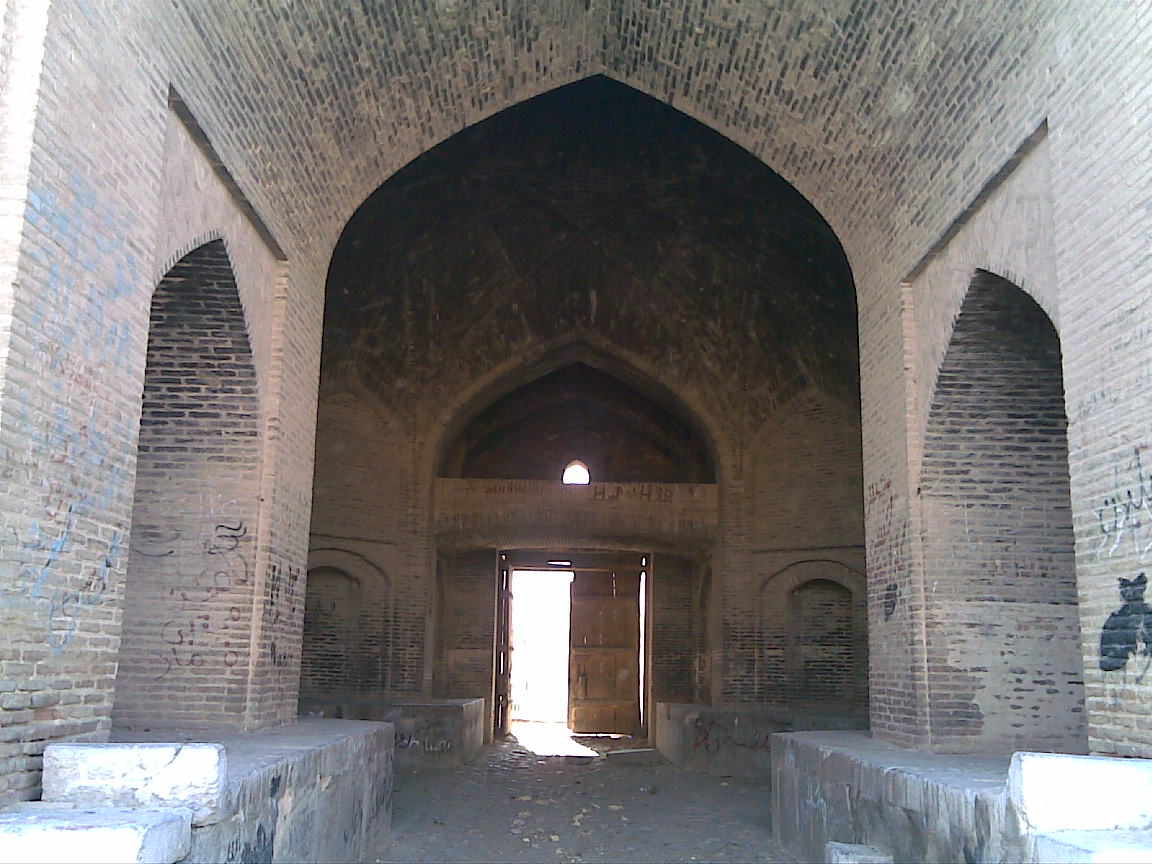
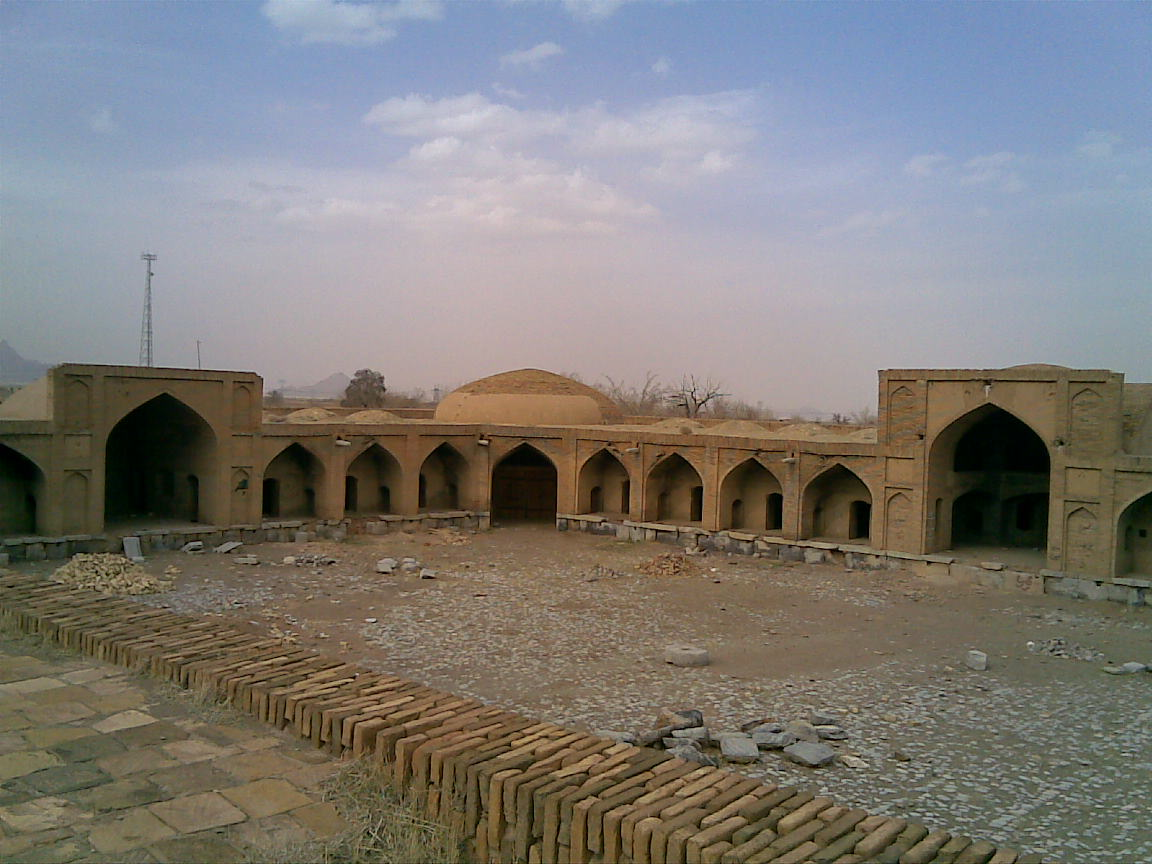
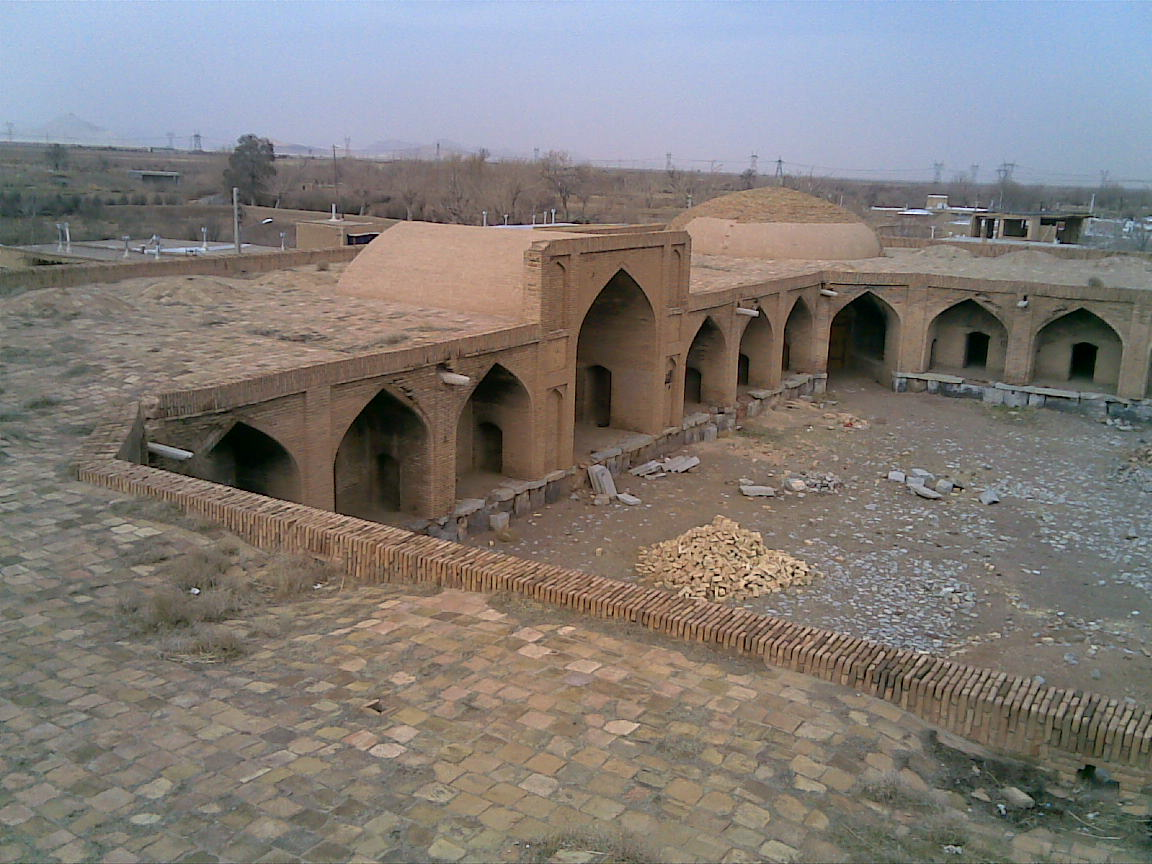
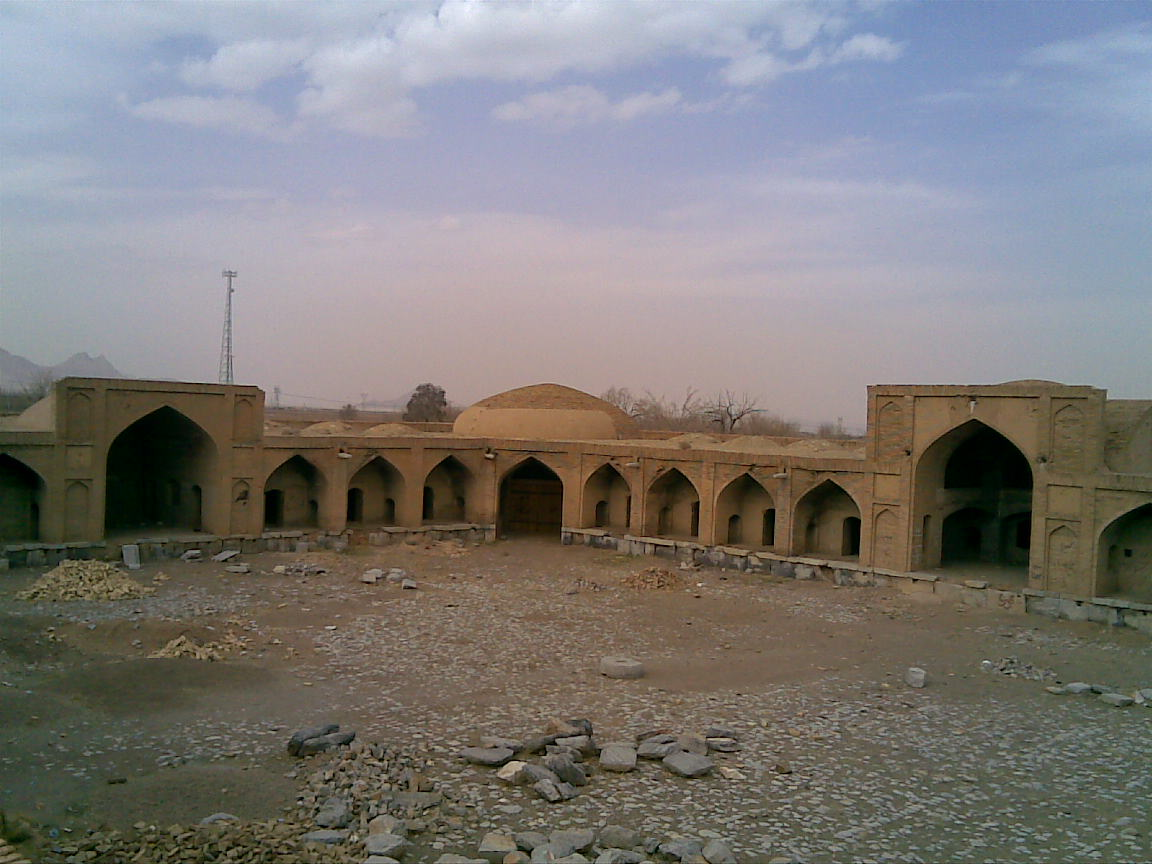
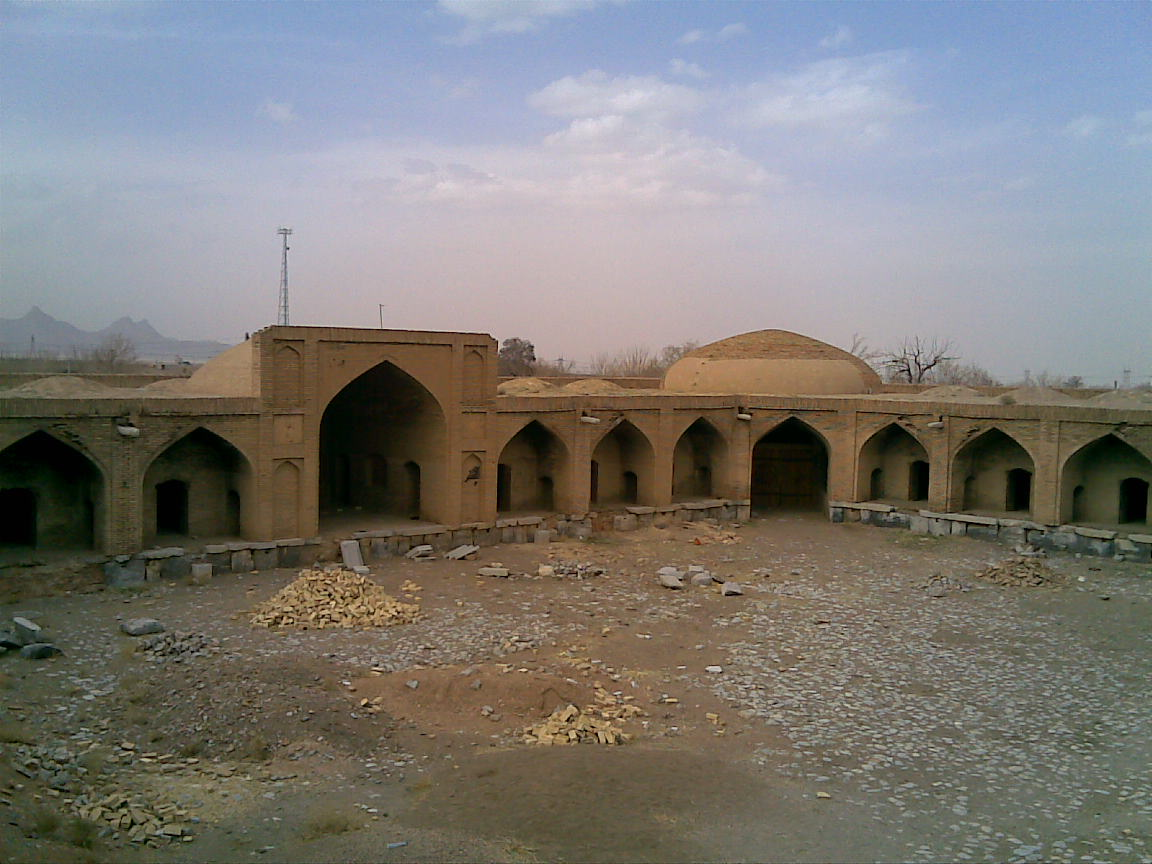
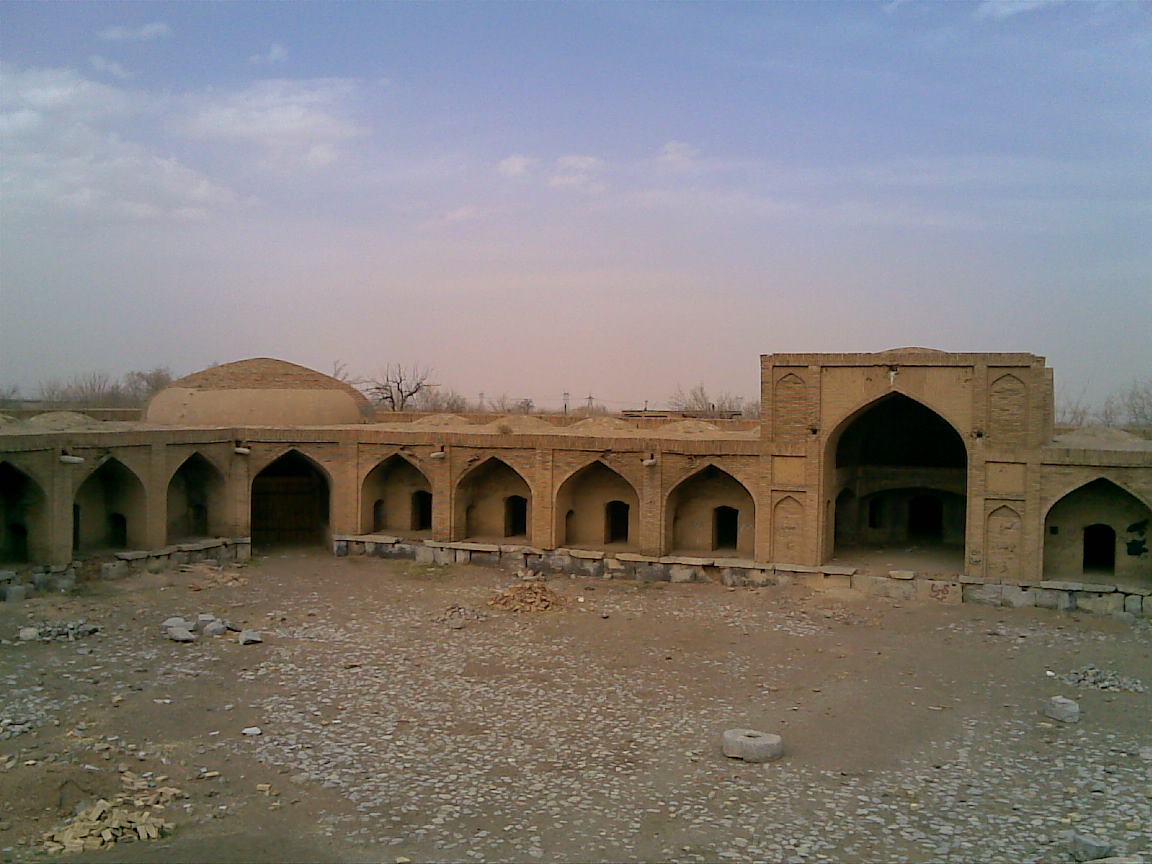
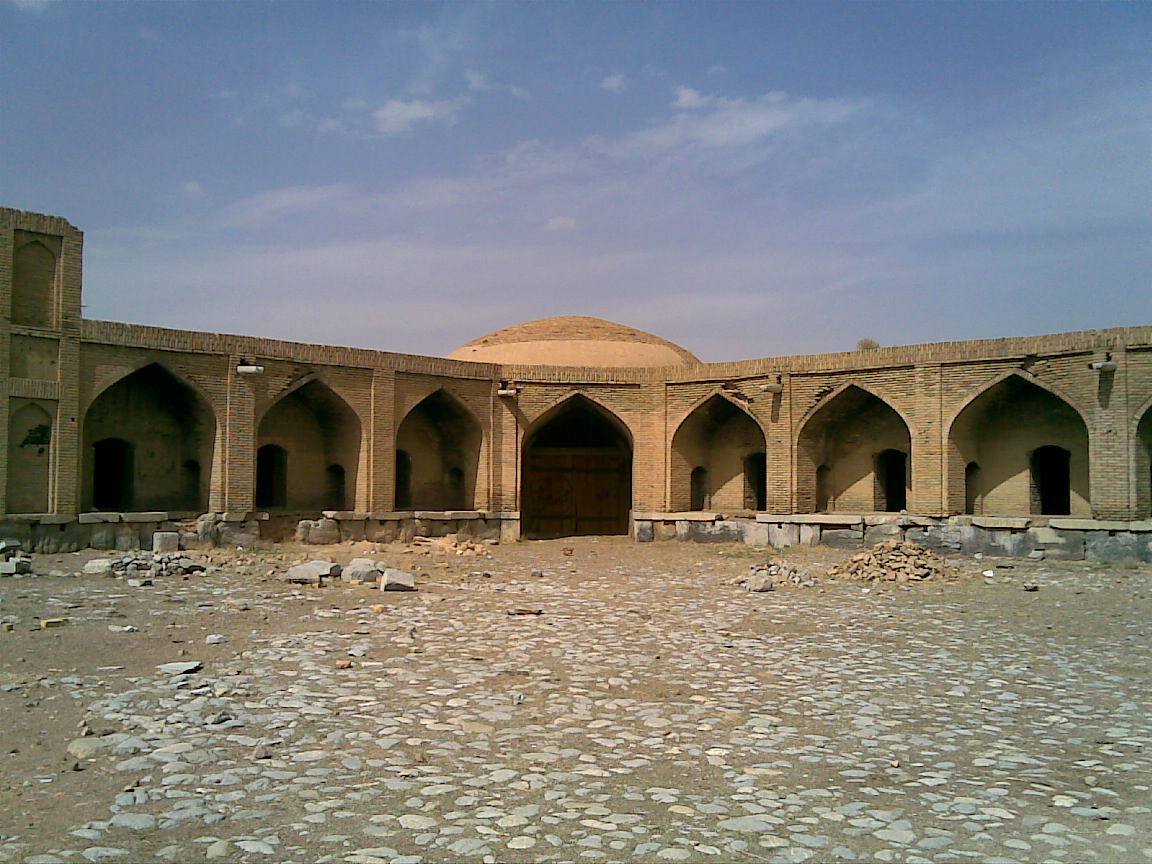
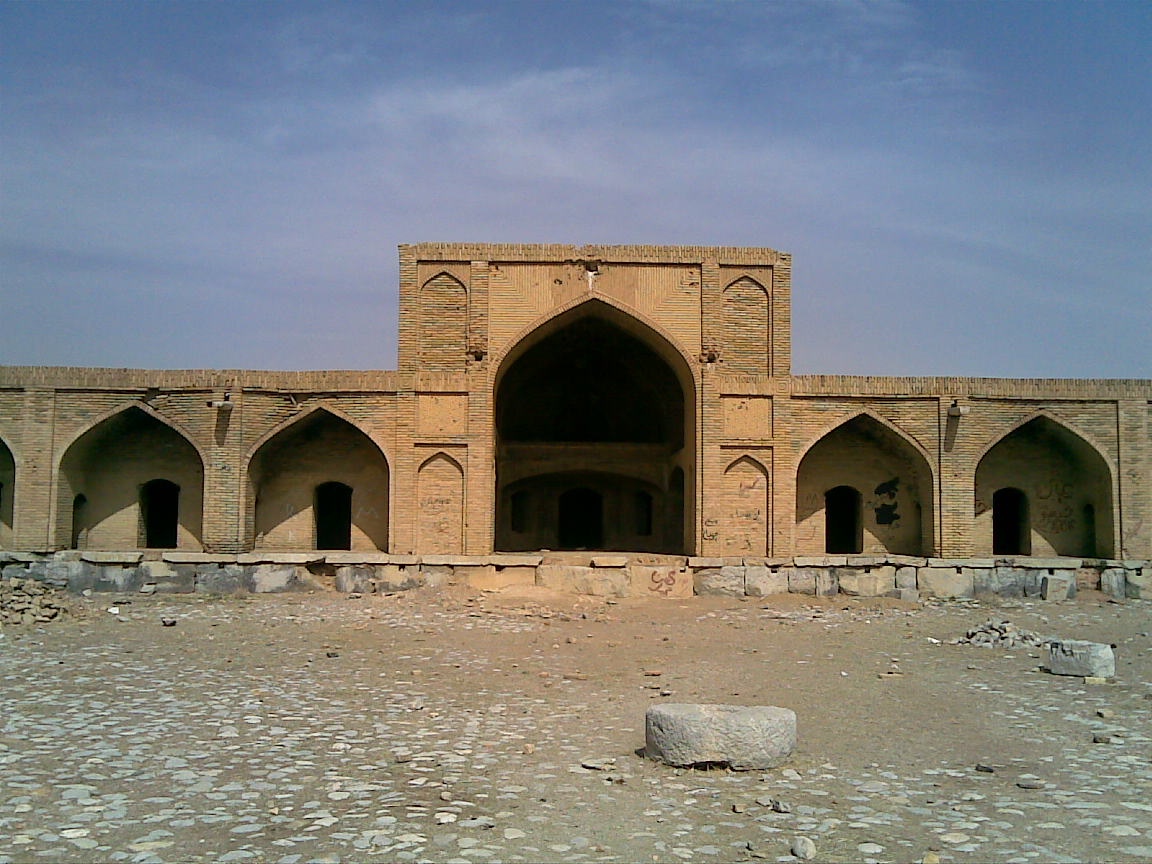
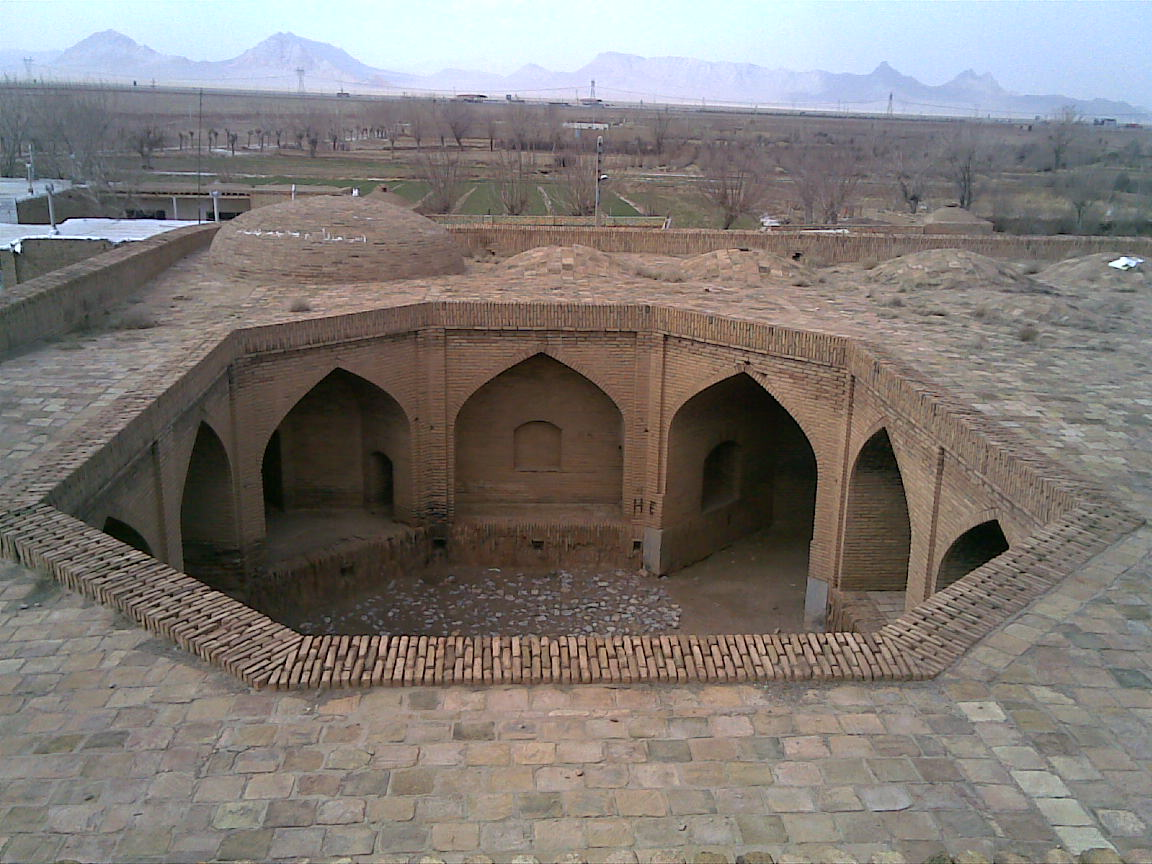
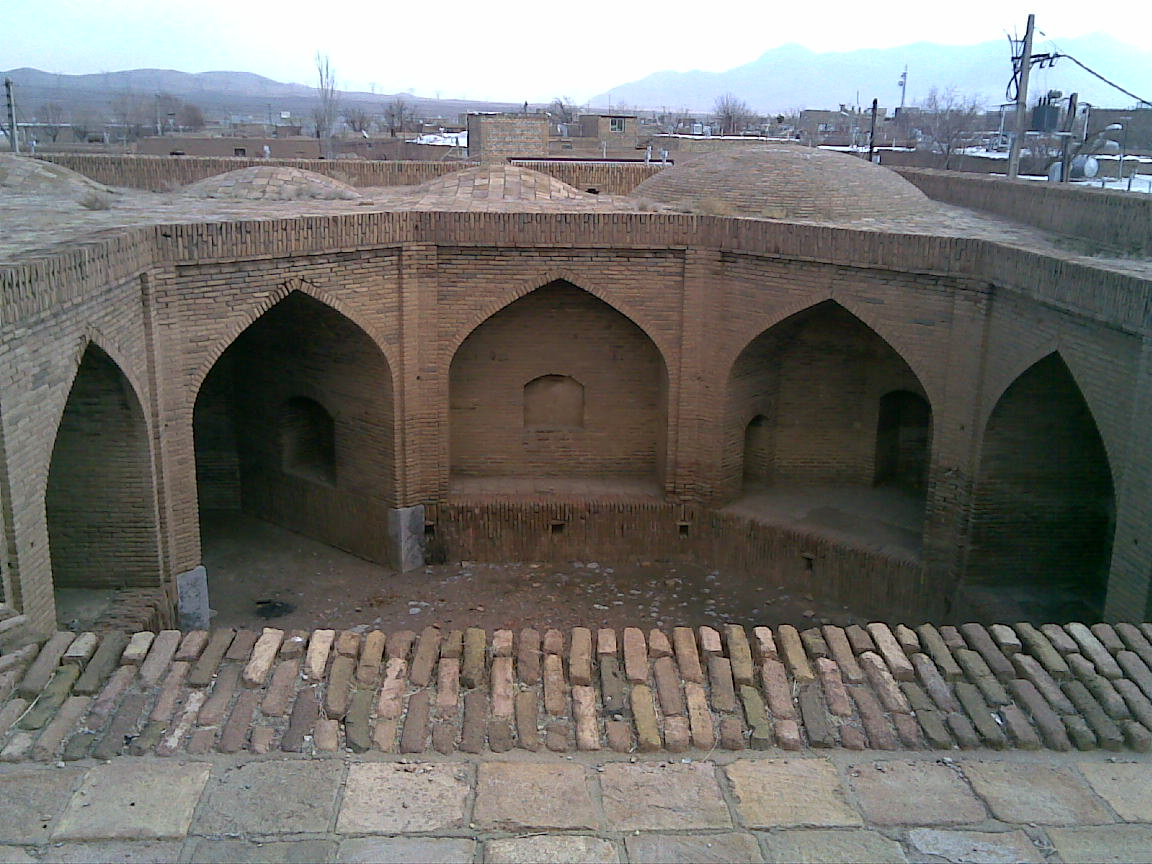
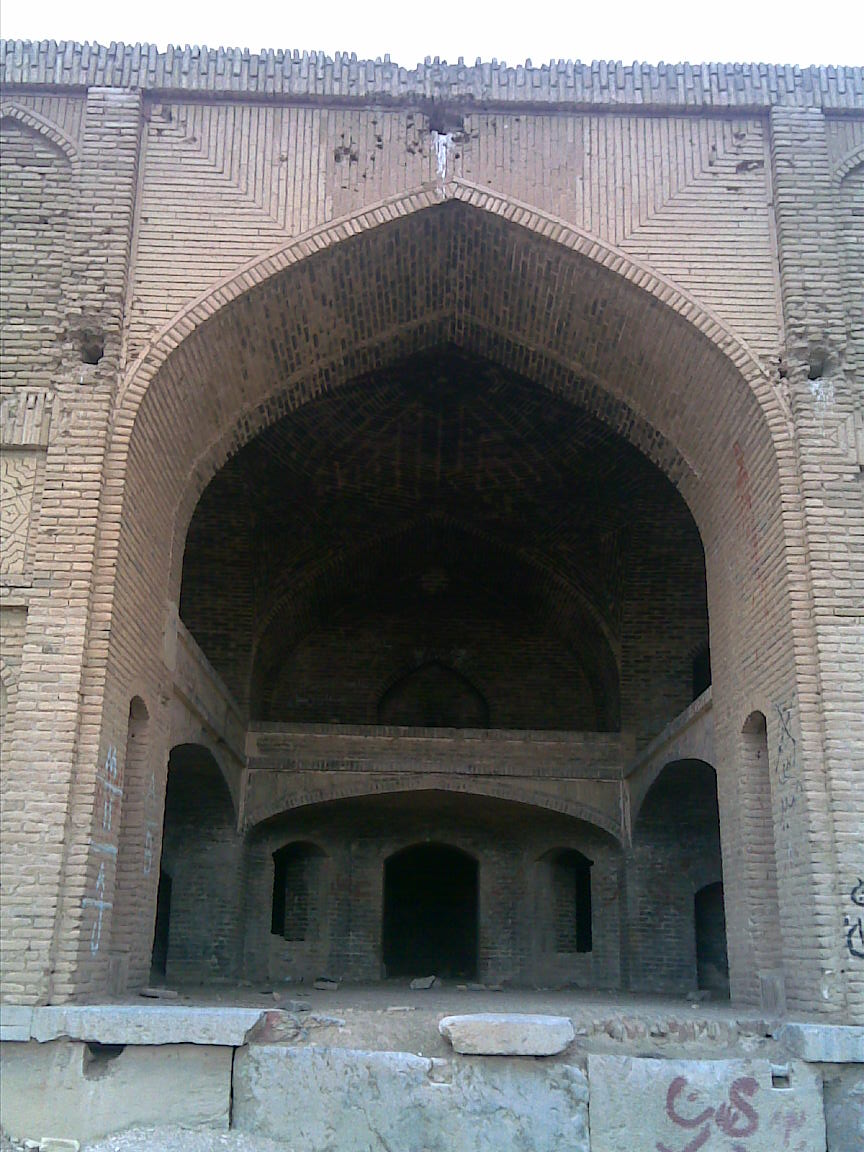
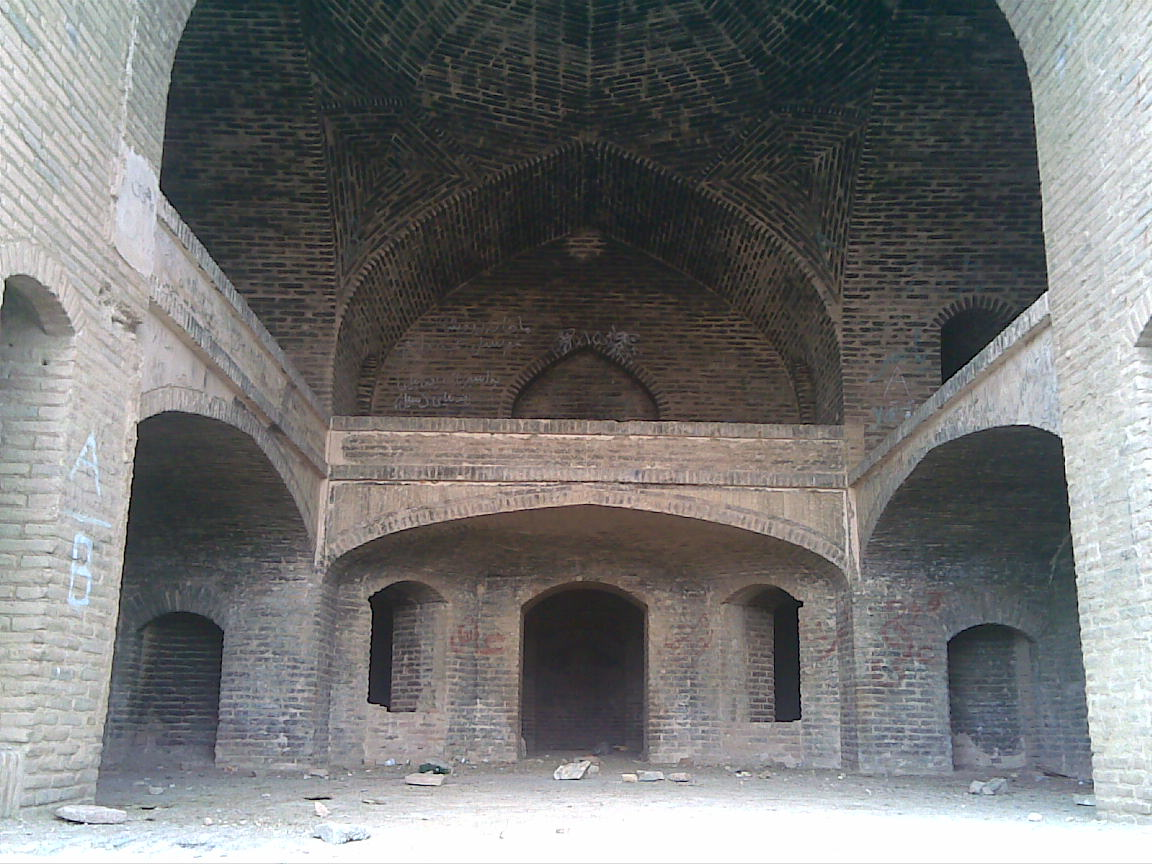
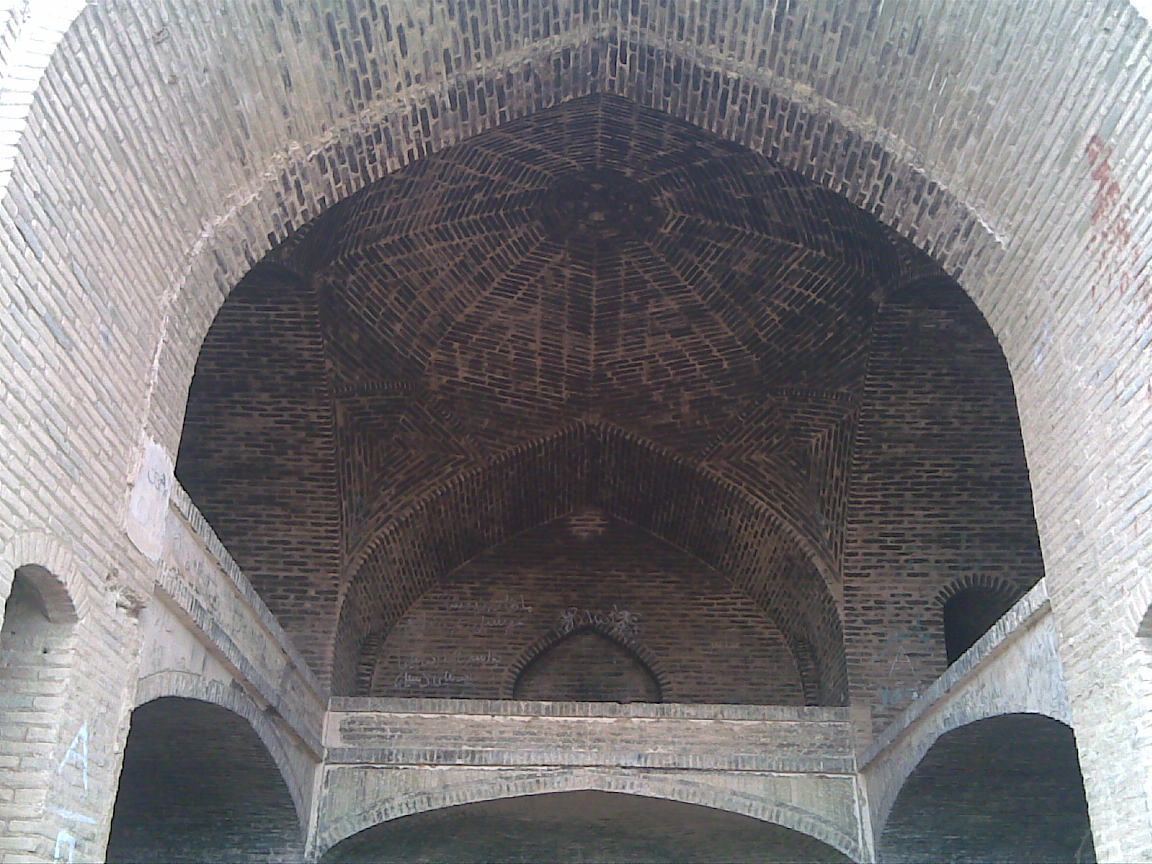
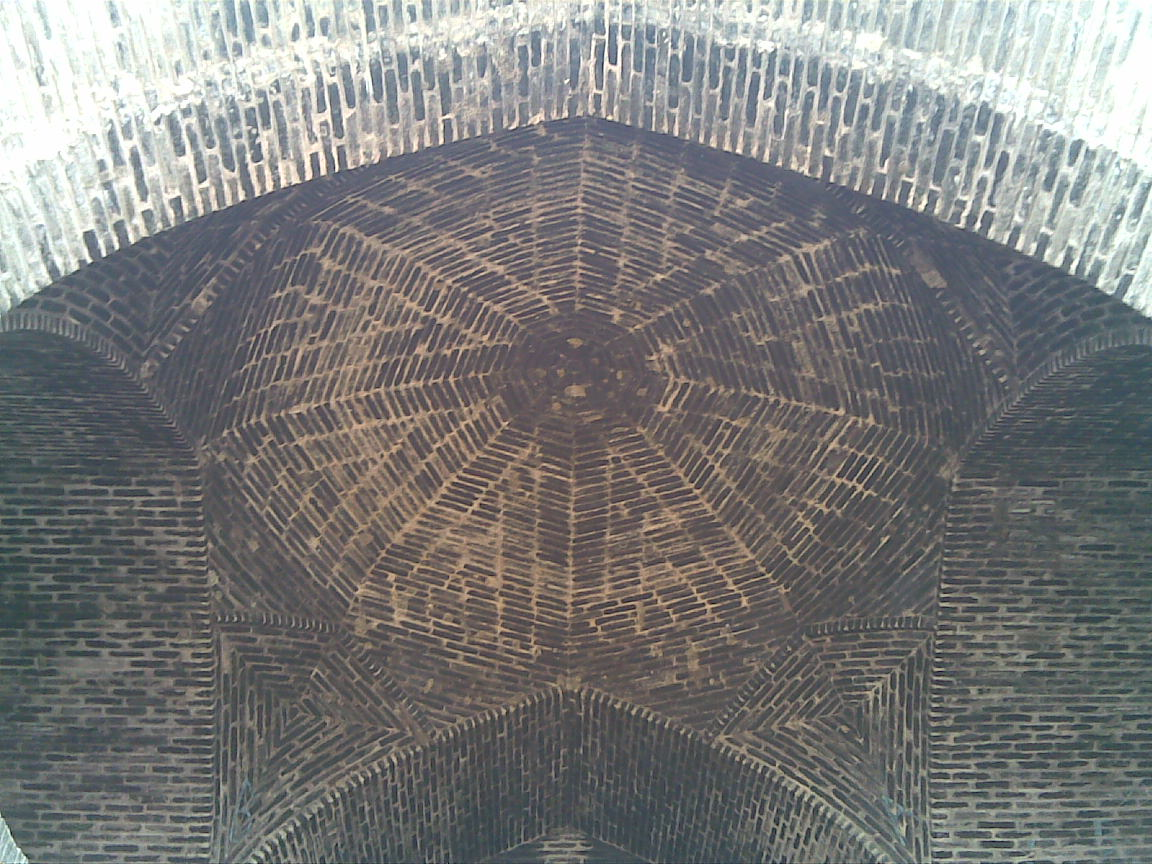
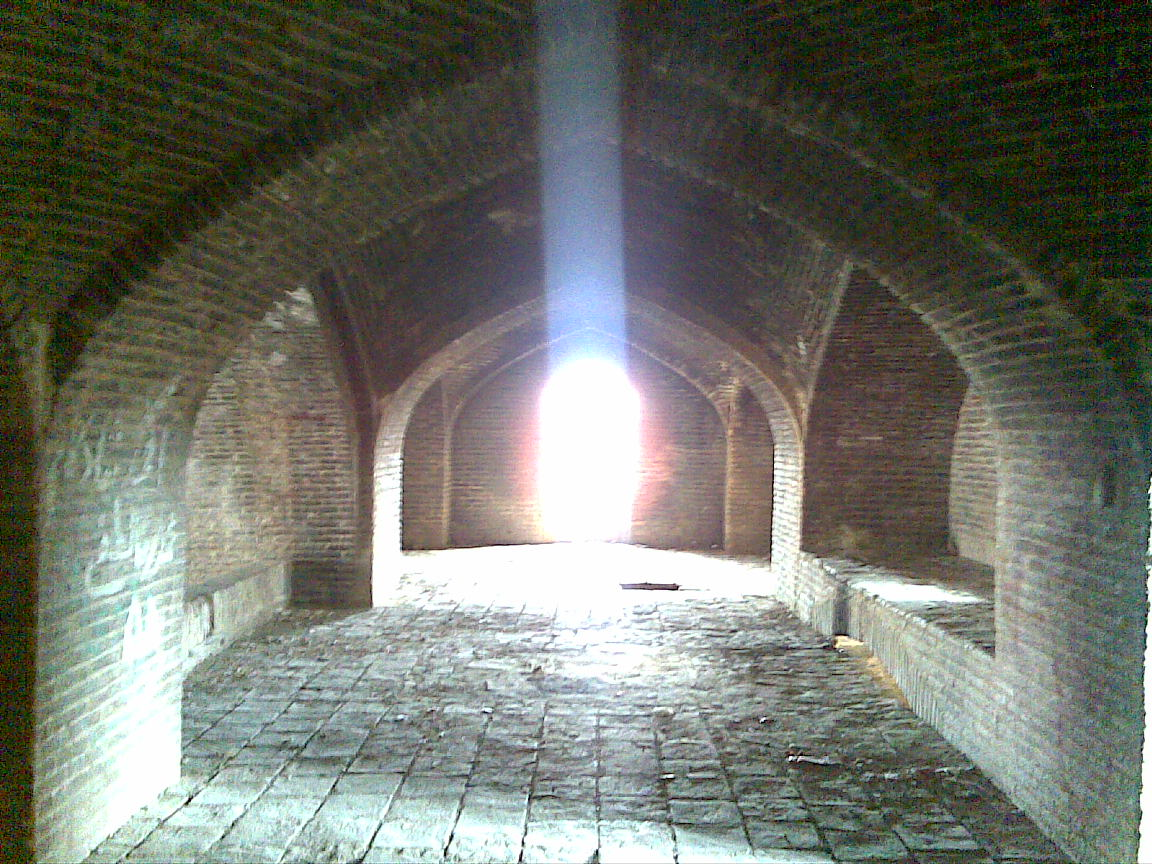
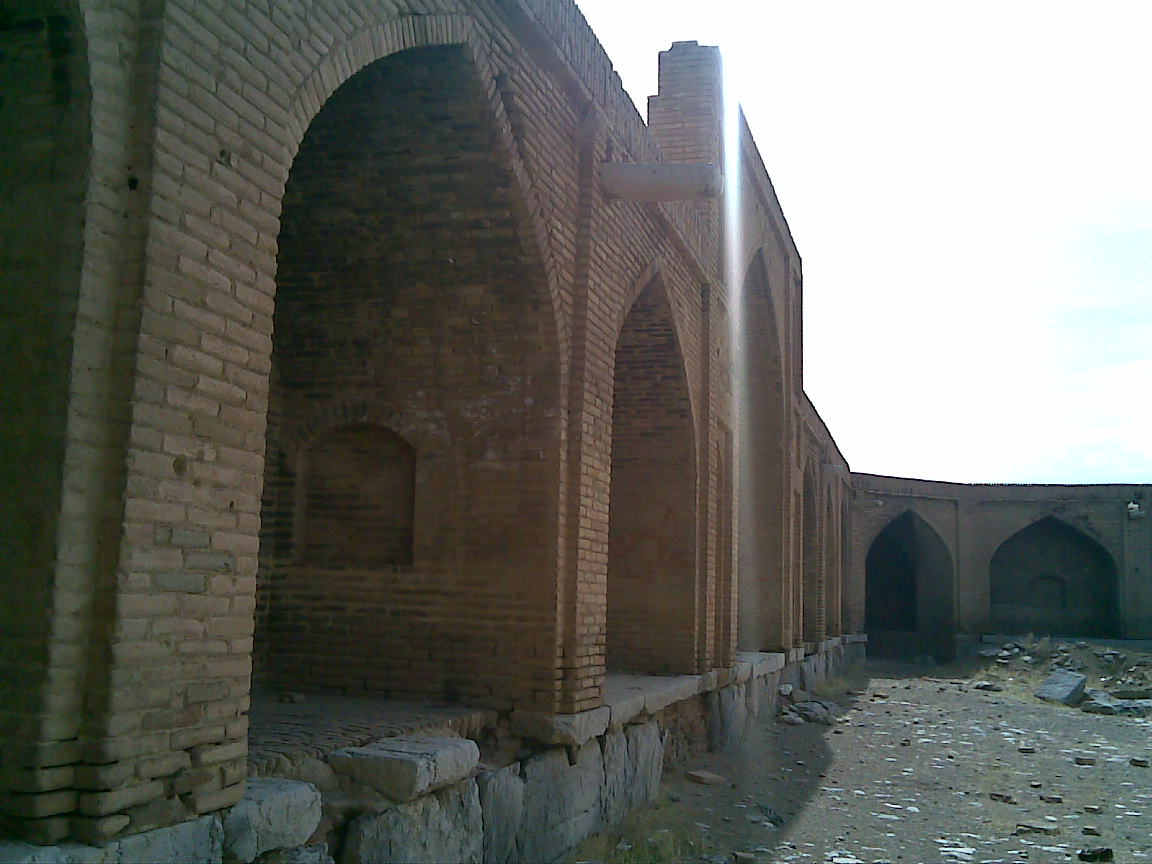
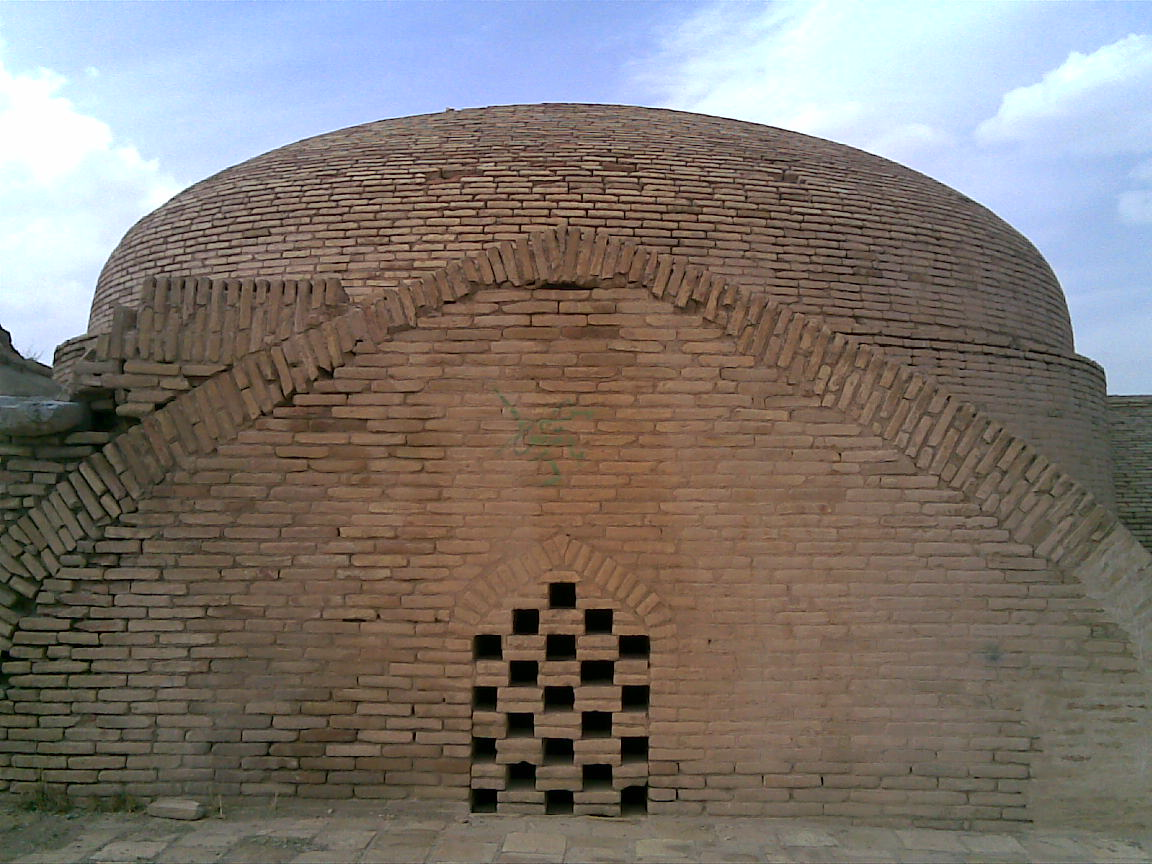
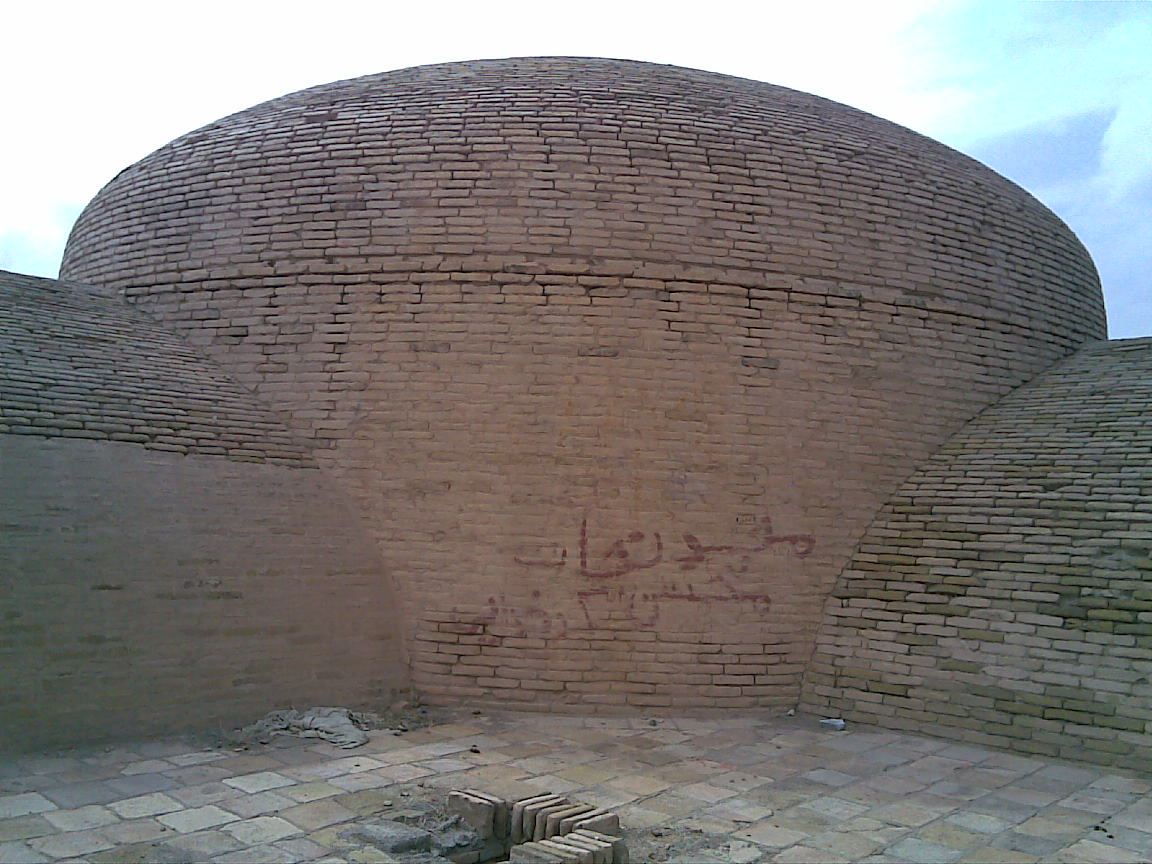
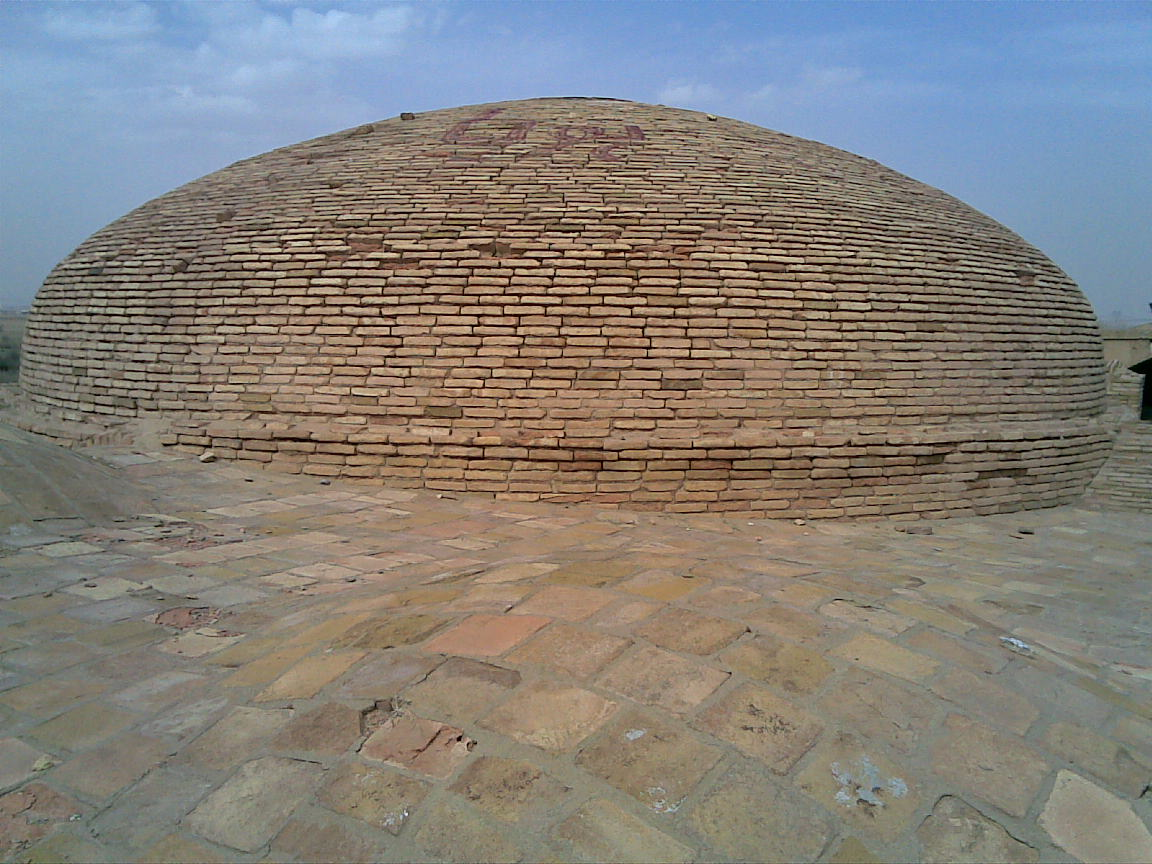